# Styloceras connatum
Styloceras connatum är en buxbomsväxtart som beskrevs av Torrez, P. Jørg. Styloceras connatum ingår i släktet Styloceras och familjen buxbomsväxter. Inga underarter finns listade i Catalogue of Life.